# 丸森駅
丸森駅（まるもりえき）は、宮城県伊具郡丸森町舘矢間山田にある阿武隈急行線の駅。東北地方でもっとも遅く最終列車が到着する駅である。

## 歴史
丸森駅は1968年（昭和43年）4月1日、国鉄丸森線の駅として開業した。丸森線は槻木駅から福島駅まで計画されていた路線だが、この時は槻木駅から丸森駅までの部分開業であり、丸森駅は終着駅だった。丸森線の一番列車はディーゼル機関車牽引の6両編成客車による丸森6時23分発仙台行きであり、この列車の出発には丸森町長や国鉄仙台鉄道管理局の関係者、丸森町立舘屋間小学校の鼓笛隊、駅周辺の住人約700人が集まって祝福した。
本来、東京方面行きが上り、青森方面行きが下りだが、国鉄時代は丸森駅が終点だったために、丸森線においては槻木方面に向かう列車が上り列車となっていた。
部分開業に留まった丸森線は利用者が少なく、国鉄再建の一環で1981年（昭和56年）に他のいくつかの路線と共に特定地方交通線に指定され、国鉄線としては廃止されることになった。沿線の自治体はこれを第三セクター鉄道として存続させることに決め、1986年（昭和61年）7月に丸森駅は丸森線を継承する阿武隈急行の駅となった。その後、1988年（昭和63年）7月には丸森駅から福島駅までの残っていた区間が開通した。

### 年表
- 1968年（昭和43年）4月1日：国鉄丸森線の終着駅として開業[1]。当時は夜間滞泊なし。
- 1986年（昭和61年）7月1日：国鉄から阿武隈急行に移管[1]。
- 1988年（昭和63年）7月1日：阿武隈急行線が福島駅まで延伸され、途中駅となる[1][4]。

## 駅構造

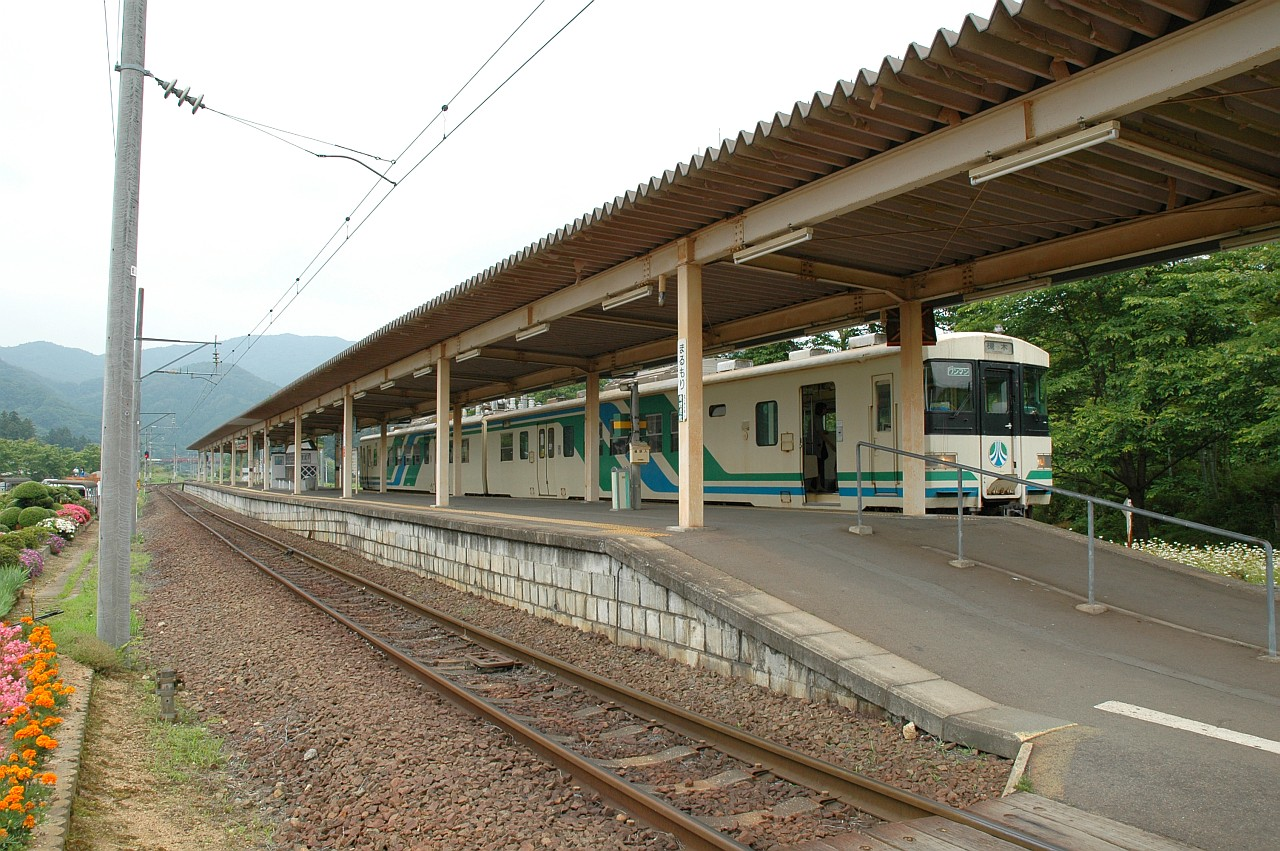
ホーム（2007年6月、停車中の列車は槻木方面行き）

島式ホーム1面2線を有する地上駅で、駅本屋とは構内踏切で連絡している。折返し列車が設定されている。上り列車は上り、下り両本線に進入できるが、下り列車は下り本線にしか進入出来ない。ただし、いずれの本線からも福島、槻木両方向に進出することが出来る。上り本線の福島方に保守用車用の保守基地線がある。
かつては夜間滞泊も行われていたが、2010年（平成22年）12月4日のダイヤ改正にて一度廃止となった。2021年（令和3年）の改正で復活した。
社員配置駅。出札窓口、自動券売機、トイレ、待合所が駅舎内に設けられている。窓口閉鎖時間帯にホームへ向かう場合は夜間専用通路を通ることになる。自動券売機は第一日曜に限り、フリーきっぷ購入者がほとんどなので稼動を停止する。売店は幾度かの開閉設の後、2016年（平成28年）頃に閉店し設備は撤去されている。2017年（平成29年）4月、駅舎の福島側にまるもり移住・定住サポートセンターが町庁舎から移転オープンした。

### のりば
| 番線 | 路線          | 方向 | 行先           |
| ---- | ------------- | ---- | -------------- |
| 1・2 | ■阿武隈急行線 | 上り | 梁川・福島方面 |
| 1・2 | ■阿武隈急行線 | 下り | 槻木・仙台方面 |

※原則として梁川・福島方面は1番線、槻木方面は2番線を使用する。

## 利用状況
| 1日乗降人員推移 | 1日乗降人員推移 |
| 年度            | 1日平均人数     |
| --------------- | --------------- |
| 2011年          | 402             |
| 2012年          | 498             |
| 2013年          | 388             |
| 2014年          | 369             |
| 2015年          | 484             |
| 2016年          | 458             |
| 2017年          | 453             |
| 2018年          | 452             |

## 駅周辺

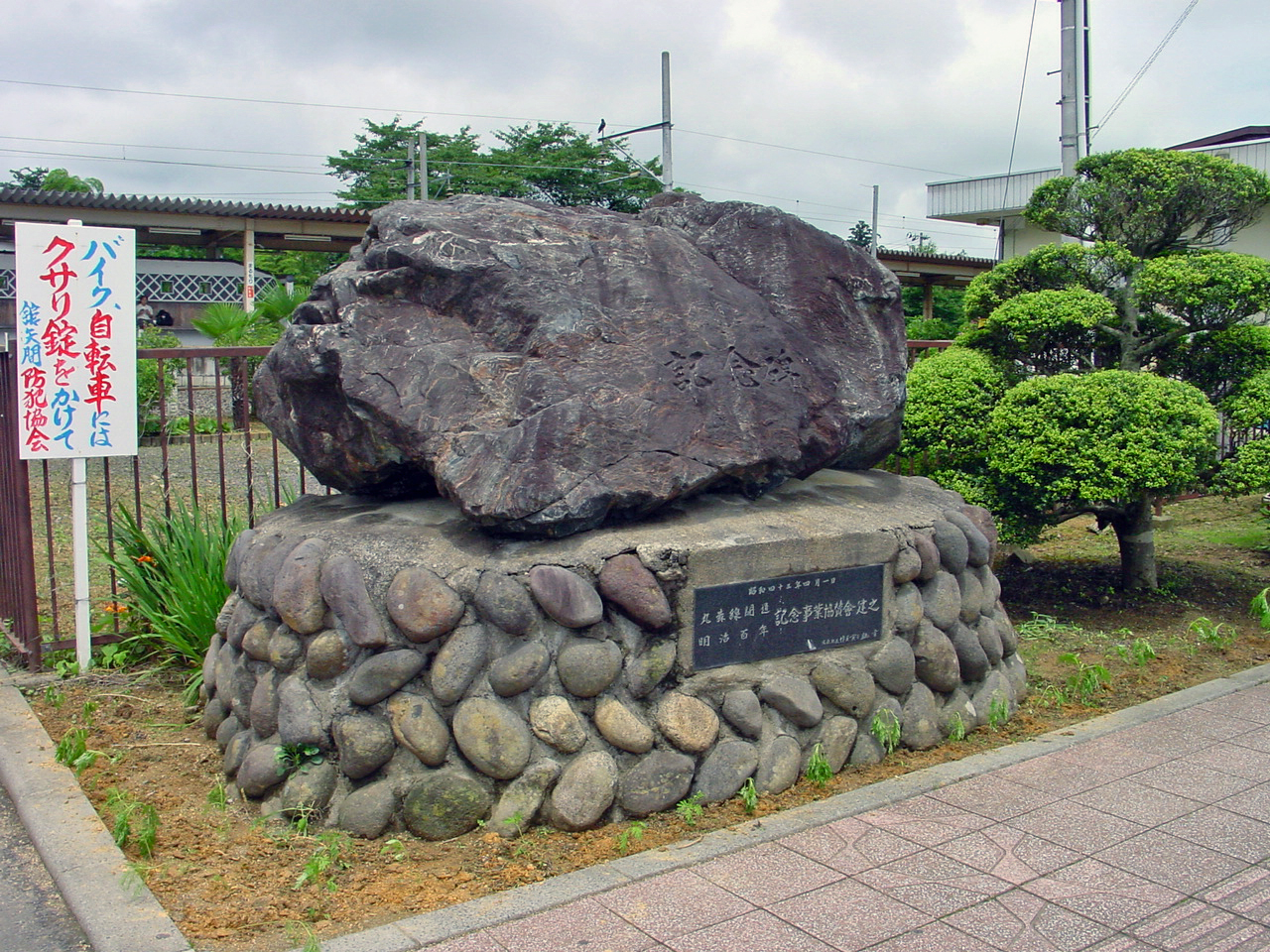
駅前にある国鉄丸森線開通記念の石碑（2003年7月）

当駅は丸森町の中心部から約1 kmほど北側に離れている。丸森町は「水と緑の輝くまち」をキャッチフレーズにしている。
- 国道113号
- 丸森町役場舘矢間出張所
- 館山郵便局

## バス路線
駅前ロータリー内に丸森町民バス「阿武隈急行線丸森駅」停留所があり、町内各地へ運行する各路線が発着する。

## 隣の駅
阿武隈急行
■阿武隈急行線
あぶくま駅 - 丸森駅 - 北丸森駅